# Rivière Saint-Jacques (rivière Portneuf)
Pour les articles homonymes, voir Saint-Jacques.
La rivière Saint-Jacques est un affluent de la rivière Portneuf, coulant dans les municipalités de Pont-Rouge et de Saint-Basile, dans la municipalité régionale de comté (MRC) de Portneuf, dans la région administrative de la Capitale-Nationale, dans la province de Québec, au Canada.
La rivière Saint-Jacques coule surtout en milieu agricole, soit la principale activité économique de cette petite vallée. Son cours traverse quelques îlots forestiers.
Cette petite vallée est desservie par le chemin du rang Saint-Jacques (partie inférieure) et le chemin du rang Terrebonne (partie supérieure).
La surface de la rivière Saint-Jacques (sauf les zones de rapides) est généralement gelée de début décembre à fin mars ; toutefois, la circulation sécuritaire sur la glace se fait généralement de fin décembre à début mars. Le niveau de l'eau de la rivière varie selon les saisons et les précipitations ; la crue printanière survient en mars ou avril.

## Géographie
La rivière Saint-Jacques tire sa source en zone agricole, du côté ouest d'un petit hameau desservi par la rue Germain et par le chemin du rang Terrebonne, à Pont-Rouge.
Cette source est située à :
- 1,4 km au nord-ouest du chemin de fer ;
- 3,5 km à l'ouest du centre-ville de Pont-Rouge ;
- 6,4 km au nord-est du centre du village de Saint-Basile ;
- 5,4 km au nord-est de l'embouchure de la rivière Saint-Jacques ;
- 9,9 km au nord de la confluence de la rivière Jacques-Cartier et du fleuve Saint-Laurent[2].

À partir de sa source, les eaux de la rivière Saint-Jacques coulent sur 7,8 km, avec une dénivellation de 34 m, selon les segments suivants :
- 4,9 km vers le sud-ouest en zone agricole, en recueillant un premier ruisseau (venant du nord) qui draine une zone de marais et un second un ruisseau non identifié (venant du nord), jusqu'au chemin du rang Saint-Jacques ;
- 2,9 km d'abord vers l'ouest, puis vers le sud, en longeant le chemin du rang Saint-Jacques du côté ouest de la route, jusqu'à son embouchure[2].

La rivière Saint-Jacques se déverse dans une boucle de rivière (s'étirant vers l'est) sur la rive est de la rivière Portneuf. Cette confluence est située à 0,7 km en amont de la confluence de la rivière des Sept Îles. À partir de l'embouchure de la rivière Saint-Jacques, le courant descend sur 14,8 km la rivière Portneuf en serpentant vers le sud-ouest dans la plaine du Saint-Laurent, jusqu'à la rive nord du fleuve Saint-Laurent.

## Toponymie
Le toponyme Rivière Saint-Jacques a été officialisé le 5 décembre 1968 à la Banque des noms de lieux de la Commission de toponymie du Québec.